# Fraunhofer-Institut für Verkehrs- und Infrastruktursysteme
Das Fraunhofer-Institut für Verkehrs- und Infrastruktursysteme IVI, auch Fraunhofer IVI genannt, ist eine Einrichtung der Fraunhofer-Gesellschaft zur Förderung der angewandten Forschung e. V. (FhG). Das Institut hat seinen Sitz in Dresden. Seine Aktivitäten sind der angewandten Forschung und Entwicklung auf den Gebieten der Ingenieur- und Naturwissenschaften sowie der Informatik zuzuordnen.

## Geschichte
Das Institut gehört zu den ältesten regelungstechnischen Forschungseinrichtungen Deutschlands. Im Jahr 1957 gründete Heinrich Kindler, Lehrstuhlinhaber für Regelungstechnik an der damaligen Technischen Hochschule Dresden, eine Arbeitsstelle für Regelungs- und Steuerungstechnik aus dem Zentralinstitut für Kybernetik und Informationsprozesse der Akademie der Wissenschaften der DDR, das 1992 in die Fraunhofer-Gesellschaft integriert wurde.
Zunächst wurde das Institut mit „Einrichtung Prozesssteuerung“ (EPS) bezeichnet und war eine Außenstelle des Fraunhofer-Instituts für Informations- und Datenverarbeitung IITB in Karlsruhe.
Mit Beginn des Jahres 1999 wurde IVI als eigenständiges Fraunhofer-Institut für Verkehrs- und Infrastruktursysteme eins der Fraunhofer-Institute, bis 2013 aber noch als Teilinstitut des IITB (heute IOSB) Karlsruhe geführt. Mit dem 1. Januar 2014 erhielt das Fraunhofer IVI seine Selbständigkeit.

## Forschung und Entwicklung
Mit einem weit gefächerten Themenspektrum der Bereiche Verkehrstelematik, Disposition, Logistik sowie Fahrzeug-, Antriebs- und Sensortechnik, aber auch auf den Gebieten Information, Kommunikation, Verkehrsplanung und Verkehrsökologie stellt sich das Fraunhofer IVI den aktuellen Anforderungen der Zeit.
Das Institut verfügt über leistungsfähige Laborausstattungen, innovative Versuchsplattformen und -fahrzeuge sowie modernste IT-Strukturen. Seit 2013 zählt auch ein neues Technikum mit Fahrzeughalle und angrenzendem Testoval zur Forschungsinfrastruktur des Instituts.
Besonderen Bekanntheitsgrad erreichte das Institut mit der 30,7 Meter langen AutoTram Extra Grand, dem elektronischen Ticketing, dem schnellladefähigen Elektrobus sowie einem System für den grenzüberschreitenden Katastrophenschutz (MobiKat). In jüngster Zeit stand vor allem das Unterbodenladesystem für eLkw im Fokus der Berichterstattung.

## Kooperationen
Enge fachliche und personelle Kooperationen mit der Fakultät Verkehrswissenschaften „Friedrich List“ und der Fakultät Elektrotechnik der Technischen Universität Dresden sowie der Fakultät für Informatik der Otto-von-Guericke-Universität Magdeburg fördern den Wissenstransfer in die industrielle Praxis.
Ende 2019 wurde das Fraunhofer-Anwendungszentrum »Vernetzte Mobilität und Infrastruktur« an der Technischen Hochschule Ingolstadt gegründet.
Am Standort Dresden entstand 2022 das DesignLab for Applied Research als Kooperation zwischen Fraunhofer und der TU Dresden. Das Lab ist angesiedelt am Fraunhofer IVI und soll an die guten Erfahrungen anknüpfen, auf die das Institut hinsichtlich der Berücksichtigung von Design-Aspekten in Forschung und Entwicklung verweisen kann.
Das Fraunhofer IVI gehört dem Fraunhofer-Verbund IUK-Technologie an und ist Mitglied in den Fraunhofer-Allianzen Verkehr, Energie, Batterien und Big Data. Weiterhin ist es Mitglied im Dresdener Wissenschaftsverbund DRESDEN-concept.

## Infrastruktur
Einen Überblick über die Aufgaben zeigt das Organigramm der Abteilungen:
- Institutsleitung, Verwaltung, Presse und Öffentlichkeitsarbeit, Haustechnik, IT
  - Mobilität und digitale Dienste
    - Datensysteme und Assistenz
    - Ticketing und Tarife

  - Intelligente kooperierende Systeme
    - Kooperative Systeme
    - Schwarmtechnologien

  - Fahrzeugsysteme
    - Fahrzeugtechnik
    - Monitoring und Betriebsstrategien
    - Ladeinfrastruktur

  - Verkehrssicherheit und Fahrzeugautomatisierung
    - Fahrzeugsteuerung und Sensorik
    - Fahrzeug- und Verkehrssicherheit

  - Strategie und Optimierung
    - Disposition
    - Geschäftsprozesse
    - Logistik

Mitte 2025 sind am Institut ca. 160 Mitarbeiterinnen und Mitarbeiter angestellt, der überwiegende Teil davon sind Wissenschaftler und Techniker. Das Institut beschäftigt zudem ständig Studenten, die dort im Rahmen ihrer Abschlussarbeiten oder einer Wissenschaftliche-Hilfskraft-Tätigkeit bei den Projekten mitwirken.
Der Betriebshaushalt des Fraunhofer IVI lag im Geschäftsjahr 2024 bei etwa 21,7 Mio. €.
Das Fraunhofer IVI wurde bis Ende 2024 von Matthias Klingner geleitet. Zum 1. Juni 2024 wurde Sanaz Mostaghim in die Institutsleitung berufen. Sie verfügt über einen Lehrstuhl für Künstliche Intelligenz an der Fakultät für Informatik (FIN) der Otto-von-Guericke-Universität Magdeburg und hat im Januar 2025 die Leitung des Fraunhofer IVI übernommen.